# Idaea ambiscripta
Idaea ambiscripta là một loài bướm đêm trong họ Geometridae.